# Les Schtroumpfs et la Légende du cavalier sans tête
Pour plus de détails, voir Fiche technique et Distribution.
Les Schtroumpfs et la Légende du cavalier sans tête est un court métrage d'animation américain réalisé par Stephan Frank et sorti en 2013.

## Fiche technique
- Titre original : The Smurfs: The Legend of Smurfy Hollow
- Réalisation : Stephan Frank
- Scénario : Todd Berger, d'après les œuvres de Peyo et Washington Irving
- Photographie : Arthur D. Noda
- Montage : Arthur D. Noda
- Musique : Christopher Lennertz
- Animation : Debra Armstrong et Darlie Brewster
- Producteur : Mary Ellen Bauder
- Sociétés de production : Sony Pictures Animation, Sony Pictures Imageworks et Duck Studios
- Sociétés de distribution : Sony Pictures Entertainment
- Pays d'origine :  États-Unis
- Langue originale : anglais
- Format : couleur
- Genre : Animation
- Durée : 22 minutes
- Dates de sortie :
  - France : 10 juin 2013 (Annecy)
  - États-Unis : 10 septembre 2013

## Distribution

### Voix originales
- Jack Angel : Grand Schtroumpf
- Fred Armisen : Schtroumpf à lunettes
- Hank Azaria : Gargamel
- Gary Basaraba : Schtroumpf costaud
- Alan Cumming : Schtroumpf téméraire
- Tom Kane : Schtroumpf narrateur
- John Oliver : Schtroumpf coquet
- Melissa Sturm : Schtroumpfette
- Frank Welker : Azraël
- Adam Wylie : Schtroumpf paniqué
- Anton Yelchin : Schtroumpf maladroit

### Voix françaises
- Gérard Surugue : Grand Schtroumpf
- Sébastien Desjours : Schtroumpf à lunettes
- Guillaume Lebon : Gargamel
- Marc Pérez : Schtroumpf téméraire
- Jean-Claude Donda : Schtroumpf narrateur
- Fred Testot : Schtroumpf coquet
- Marie-Eugénie Maréchal : Schtroumpfette
- Vincent de Boüard : Schtroumpf maladroit